# Perite
La perite è un minerale appartenente al gruppo della nadorite; venne scoperto nel 1960 dallo svedese Per Adolf Geijer, geologo economico dello  Sveriges geologiska undersökning (in italiano: Istituto di ricerca geologica svedese), nei pressi di Långban, in Svezia.
La perite è isostrutturale con la nadorite e la telluroperite, la prima si ottiene sostituendo i due atomi di Bi3+ con due atomi di Sb3+ mentre la seconda si ottiene sostituendoli con  un atomo di Pb2+ ed un atomo di Te4+.
Ha una struttura cristallina ortorombica e appartiene al gruppo spaziale Cmcm. È anisotropica.

## Morfologia
La perite è stata scoperta sotto forma di piccole scaglie.

## Origine e giacitura
La perite è stata individuata nelle fessure dello skarn di calcite, hausmannite e minerali analoghi alla ludwigite.

## Luoghi di ritrovamento
La perite si reperisce principalmente vicino rocce effusive in Nord America, Australia, in Europa e in Asia occidentale.